# Нойнгаузен (комуна)
Нойнгаузен (люксемб. Néngsen, фр. Neunhausen, нім. Neunhausen) — комуна Люксембургу. Входить до складу кантону Вільц в окрузі Дикірх.

## Географія
Площа території комуни становить 11,85 км² (101-е місце за цим показником серед 116 комун Люксембургу).
Висота найвищої точки комуни над рівнем моря складає 505 метрів (24-е місце за цим показником серед комун країни), найнижчої — 319 метрів (111-е місце).

## Демографія
Станом на 2011 рік на території комуни мешкало 341 ос.
Динаміка чисельності населення:

## Адміністративний поділ
До складу комуни входять такі поселення:
| Поселення  | Населення за даними переписів: | Населення за даними переписів: | Населення за даними переписів: |
| Поселення  | на 31.03.1981                  | на 01.03.1991                  | на 15.02.2001                  |
| ---------- | ------------------------------ | ------------------------------ | ------------------------------ |
| Інсенборн  | н/д                            | 110                            | 157                            |
| Люцгаузен  | н/д                            | 22                             | 30                             |
| Нойнгаузен | 57                             | 51                             | 62                             |